# トマス・ディンガー
トマス・ディンガー（Thomas Dinger、1952年10月28日 - 2002年4月9日）は、ドイツのドラマー、歌手、ソングライターである。兄のクラウス・ディンガーと同じくノイ!やラ・デュッセルドルフ、また1-Aデュッセルドルフのメンバーを務めたことに加えて、ソロ活動の道も積極的に探究した。

## ディスコグラフィ

### ソロ・アルバム
- 『我が為に』 - Für Mich (1982年)
- 『2000』 - 2000 (2015年) ※1999年-2000年録音

### ノイ!
- 『ノイ!75』 - Neu! 75 (1975年)

### ラ・デュッセルドルフ
- 『ファースト・アルバム』 - La Düsseldorf (1976年)
- 『ヴィヴァ』 - Viva (1978年)
- 『個人主義』 - Individuellos (1981年)

### ラ!ノイ?
- Goldregen (1998年)

### 1-Aデュッセルドルフ
- 『ファット・レバー』 - Fettleber (1999年)
- 『ビルク王国』 - Königreich Bilk (1999年)
- 『独日友好』 - D.J.F.(2000年)
- 『生』 - Live (2001年)
- 『ピラミッドブラウ』 - Pyramidblau (2003年) ※バンド仲間によって録音されたメモリアル・アルバム[2]